# 羅基芒特 (喬治亞州)
羅基芒特（英語：Rocky Mount）是位於美國喬治亞州梅里韋瑟縣的一個非建制地區。該地的面積和人口皆未知。

## 地理
羅基芒特的座標為33°09′55″N 84°40′24″W / 33.16528°N 84.67333°W，而該地的平均海拔高度為283米（即928英尺）。